# 토코로 조지
토코로 조지(일본어: 所 ジョージ 도코로 조지[*], 본명: 가쿠타 다카유키·角田 隆之, 1955년 1월 26일~)는 일본의 코믹송 가수이자 영화 배우이다. 벼랑 위의 포뇨에서 후지모토 역을 맡았다.

## 출연작

### 영화
- 토리 무비
- 펭귄 기억 행복 이야기
- 오, 나의 하나님

### 텔레비전
- 아케인의 도시락
- 패스 그룹
- 작별 인사

## 성우
- 토이 스토리 - 버즈역
- 토이 스토리 2
- 토이 스토리 3
- 토이 스토리 4
- 벼랑 위의 포뇨 - 후지모토 역